# Arabier (turnen)
Een arabier of rondat is een gymnastiekbeweging vergelijkbaar met de radslag, waarbij de gymnast omgekeerd en met twee benen tegelijk eindigt (gezicht achterwaarts).
De beweging is een oefening op zich, maar wordt ook gebruikt om vaart te maken voor oefeningen die meer snelheid of hoogte vereisen. Na een arabier kan een hogere sprong worden gemaakt zoals een flikflak of een achterwaartse salto.
Een arabier wordt beoefend bij turnen, gymnastiek, acrobatische gymnastiek, maar ook bij bepaalde (spectaculaire) dansen.